# Doutrina Delta

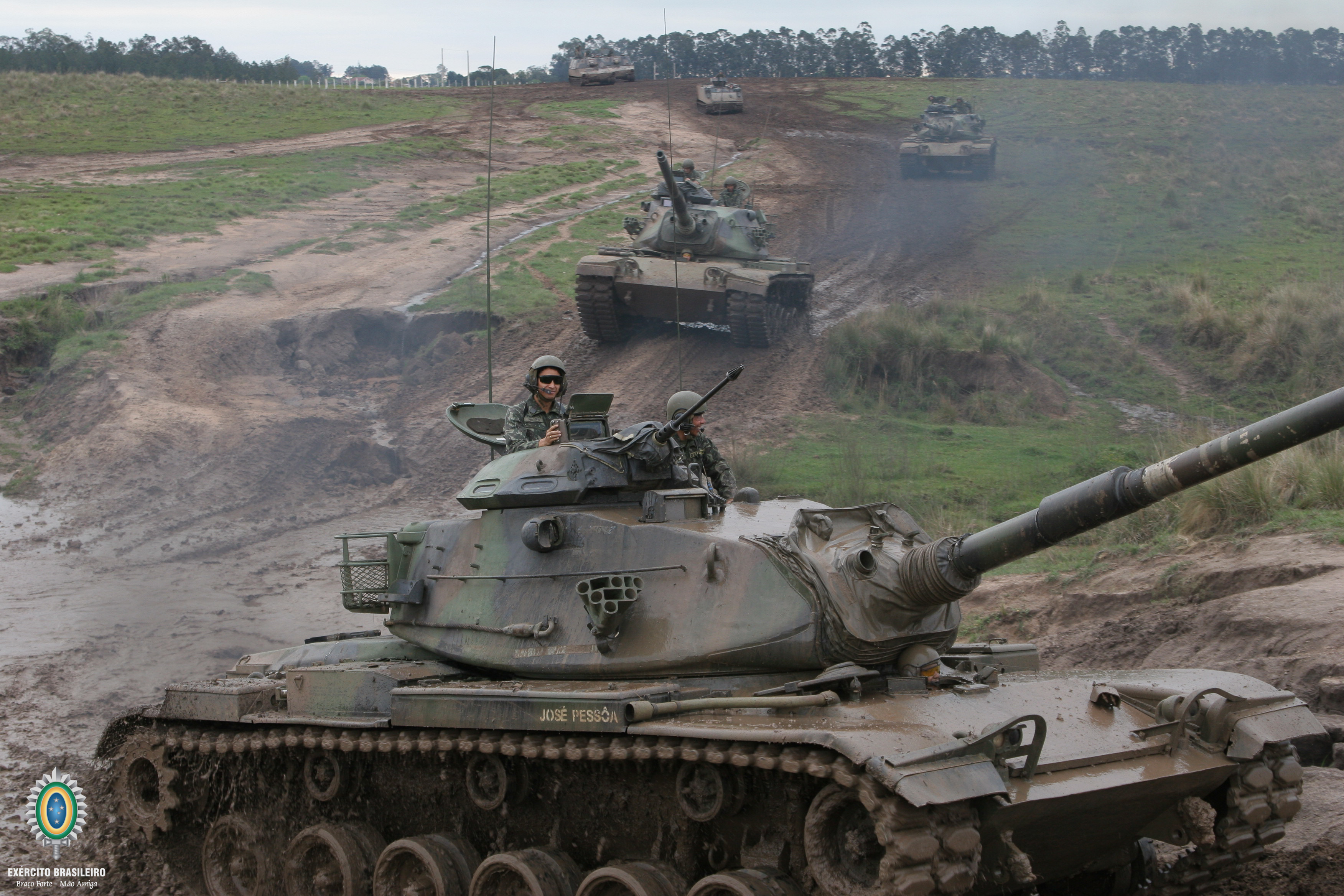
Carros de combate M60 adquiridos pelo Exército Brasileiro nos anos 1990

A Doutrina Delta foi uma doutrina militar do Exército Brasileiro, vigente de 1996 a 2014, para a hipótese de uma guerra convencional fora da Amazônia. Inspirada nas operações do Exército dos Estados Unidos na Guerra do Golfo (1991), ela indicava a retomada da influência americana na doutrina do Exército Brasileiro. A Doutrina Delta foi introduzida oficialmente como a instrução provisória (IP) 100-1 Bases para a Modernização da Doutrina de Emprego da Força Terrestre.
Ela representava a adaptação da guerra à Terceira Revolução Industrial, preconizando uma postura estratégica defensiva, mas com ênfase nas operações ofensivas. A concentração de forças blindadas e mecanizadas, manobras de flanco, assaltos aeromóveis e combate continuado (diurno e noturno) deveriam trazer uma resolução rápida ao conflito. A Doutrina Delta resultou na modernização das forças blindadas, mas não era consenso dentro do Exército e nem repercutiu no meio político. Não houve condições orçamentárias e tecnológicas para realizar plenamente sua visão. 

## Elaboração
Estudos no Estado-Maior do Exército (EME) levaram à publicação de diversas instruções provisórias entre 1995 e 1997: a IP 100-1 (Doutrina Delta), IP 100-2 (Doutrina Alfa), para a garantia da lei e da ordem, IP 100-3 (Doutrina Gama) e IP 72-2, para a Amazônia, e IP 100-30, para as operações de paz. A IP 100-1, denominada Bases para a Modernização da Doutrina de Emprego da Força Terrestre, foi publicada em 1996 e tratava da hipótese de uma guerra convencional fora da Amazônia, e era portanto uma forma de emprego mais tradicional. Os adversários seriam as forças armadas dos países vizinhos, especialmente os do sul do continente. As três doutrinas (Alfa, Gama e Delta) seriam as doutrinas básicas para o emprego do Exército.
Os objetivos e prioridades estratégicas não estavam claramente definidos nesse período. O fim da Guerra Fria e a formação do Mercosul aposentavam as duas tradicionais percepções de ameaça, o comunismo e a Argentina, ao mesmo tempo que as atenções militares deslocavam-se para a Amazônia. Os pensadores do Exército viam a globalização com cautela, temendo a pressão para desarmar o setor de defesa ou especializá-lo em atividades policiais. O Exército começava a se envolver na segurança pública, a ponto do cientista político Eliézer Rizzo de Oliveira avaliar que a prioridade real da força era a Doutrina Alfa e as operações internas. Não havia uma ameaça convencional terrestre na América do Sul que pudesse motivar a Doutrina Delta.
O fator externo era global e não continental. Os militares tiravam lições da vitória da coalizão liderada pelos Estados Unidos na Guerra do Golfo de 1991, assim como da doutrina americana da AirLand Battle [en]. O conflito demonstrou o atraso tecnológico do Terceiro Mundo em relação ao Primeiro no campo de batalha. Isto soava ainda mais alarmante pelos entraves orçamentários encontrados pelos programas de modernização do Exército Brasileiro, iniciados na Força Terrestre 90 (FT 90) e que deveriam ter continuado na FT 2000. O Exército dos Estados Unidos voltava a ser a referência. A influência americana na doutrina do Exército Brasileiro havia diminuído durante as reformas militares da ditadura, e mais ainda após o Acordo Militar Brasil-Estados Unidos em 1977. Entretanto, as relações melhoravam desde 1984, com a participação de militares brasileiros e americanos em reuniões bilaterais e multilaterais.
Houve também fatores internos. Reformas organizacionais haviam concentrado quase toda a elaboração da doutrina, nos âmbitos político e também estratégico e operacional, na 3.ª Subchefia do EME. A Subchefia teve, portanto, autonomia para rever as concepções básicas da natureza da guerra. Seu chefe em 1995, o general Roberto Jugurtha Câmara Senna, foi convidado a uma Conferência de Doutrina da Organização do Tratado do Atlântico Norte (OTAN) em Fort Leavenworth, Estados Unidos. Os americanos estavam curiosos sobre a coordenação de órgãos militares e civis pelo general durante a Operação Rio, no ano anterior. As reuniões foram aproveitadas para discutir conceitos de guerra convencional; segundo Câmara Senna, “conversei com um coronel que realizou essa defesa na guerra do Golfo e destruiu um Batalhão iraquiano praticamente sem perda”. Ao retornar ao Brasil, a 3.ª Subchefia avaliou materiais de doutrina da OTAN e submeteu a instrução provisória ao chefe do EME, o general de exército Délio de Assis Monteiro.

## Propostas da doutrina
A Doutrina Delta buscava adaptar a força terrestre às demandas da Terceira Revolução Industrial. Ela reconhecia a complexidade criada pelos novos armamentos e o uso intensivo do espectro eletromagnético, privilegiando a guerra eletrônica e a digitalização, os helicópteros e as forças blindadas, mecanizadas, aeromóveis e de operações especiais. A guerra moderna era reconhecida como “tarefa multidimensional, exigindo alto grau de iniciativa, agilidade, sincronização e capacidade de gerenciamento das informações”. A postura estratégica seria defensiva, mas as operações mais importantes seriam ofensivas, buscando uma rápida resolução do conflito.
A preparação de cada operação deveria ter seu tempo reduzido em metade a dois terços. A proporção de poder de combate deveria ser de 5 para 1 em vez dos tradicionais 3 para 1. A ação ocorreria em profundidade no campo de batalha e o combate seria não linear, empregando assaltos aeromóveis na retaguarda do inimigo e manobras de flanco, evitando custosas ações frontais. As manobras de flanco e envolvimento, até então só realizadas pelas divisões e exércitos, caberiam também às brigadas. Estas se tornariam quaternárias para permitir o combate continuado (diurno e noturno). Até então, os exercícios de campo seguiam princípios da Segunda Guerra Mundial, com ataques normalmente frontais e, por falta de equipamentos de visão noturna, só diurnos.
Os elementos críticos do inimigo, como o comando e controle, logística, apoio de fogo e reservas, seriam visados, obrigando-o a combater em mais de uma frente. Ataques de oportunidade seriam realizados para manter o ímpeto. Todos os escalões precisariam de maior capacidade de iniciativa e liderança, de forma a agir com rapidez, explorar os pontos fracos do inimigo e superar as interrupções de comunicações causadas pela guerra eletrônica adversa. A infiltração ganhou o status de manobra e seria usada contra intervalos entre as forças inimigas desdobradas no terreno. A defesa seria elástica.
Em retrospecto, o coronel Hertz Pires do Nascimento avaliou essa doutrina, “rompendo com consagrados conceitos ainda decorrentes da Segunda Guerra Mundial”, como um dos três importantes momentos do Exército na Nova República. O pesquisador Fernando Velôzo Gomes Pedrosa elogiou sua “boa base conceitual”. Entretanto, ela não foi consenso entre os militares.

## Aplicação
A oficialização da doutrina levou à escrita de novos manuais de campanha. As maiores modificações ocorreram para a Arma da Cavalaria e a Aviação do Exército. A doutrina focou na vertente procedimental, e seus efeitos na organização do Exército foram pontuais, como as brigadas aeromóvel e de operações especiais, a designação de unidades de pronto emprego e forças de ação rápida, a compra de blindados mais modernos (Leopard 1 e M60) e a criação do Centro de Instrução de Blindados.
Os meios blindados foram concentrados na 6.ª Brigada de Infantaria Blindada, em Santa Maria, Rio Grande do Sul, e 5.ª Brigada de Cavalaria Blindada, em Ponta Grossa, Paraná. A 11.ª Brigada de Infantaria Blindada, em Campinas, São Paulo, e a 5.ª Brigada de Cavalaria Blindada, no Rio de Janeiro, perderam seus blindados. Estes eram os primeiros main battle tanks em serviço brasileiro e representaram um salto tecnológico, mas continuou a existir um hiato tecnológico com os principais exércitos do mundo. Em 2010, um estudo na Escola de Comando e Estado-Maior do Exército constatou que as operações noturnas seriam difíceis, principalmente devido aos M-113 dos Batalhões de Infantaria Blindados, e as brigadas teriam dificuldade em operações isoladas, pois dependiam de meios de guerra eletrônica fornecidos pelas divisões.
A visão da Doutrina Delta nunca foi plenamente adotada. A resistência interna e as limitações orçamentárias, tecnológicas e de infraestrutura logística levaram ao seu declínio. O tipo de guerra abordado pela Doutrina Delta não fazia parte da grande estratégia brasileira desde os anos 1970, e, ao contrário das doutrinas Alfa, Gama e de Operações de Paz, seus pressupostos não repercutiram nos meios civis. Sem defensores no Executivo e Legislativo, a longo prazo a Doutrina Delta não encontrou os recursos de que necessitava. Dez anos depois de sua promulgação, os sistemas ofensivos como os blindados, helicópteros e artilharia autopropulsada não eram prioridades de investimento. O Manual de Fundamentos EB20-MF-10.102 Doutrina Militar Terrestre, de 2014, revogou oficialmente a IP 100-1 (Doutrina Delta). A partir de 2013, o EME adotou as “Operações no Amplo Espectro” como conceito de emprego da Força Terrestre.